# Denis Smallwood
Sir Denis Graham Smallwood GBE KCB DSO DFC FRSA FRAeS (* 13. August 1918 in Birmingham; † 26. Juli 1997 in Henley-on-Thames, Oxfordshire) war ein britischer Luftwaffenoffizier der Royal Air Force, der zuletzt im Range eines Generals (Air Chief Marshal) von 1974 bis 1976 Kommandierender General des Angriffskommandos (RAF Strike Command) sowie zugleich zwischen 1975 und 1976 Oberkommandierender der Luftstreitkräfte (UK Air Forces) war.

## Leben

### Pilotenausbildung und Zweiter Weltkrieg

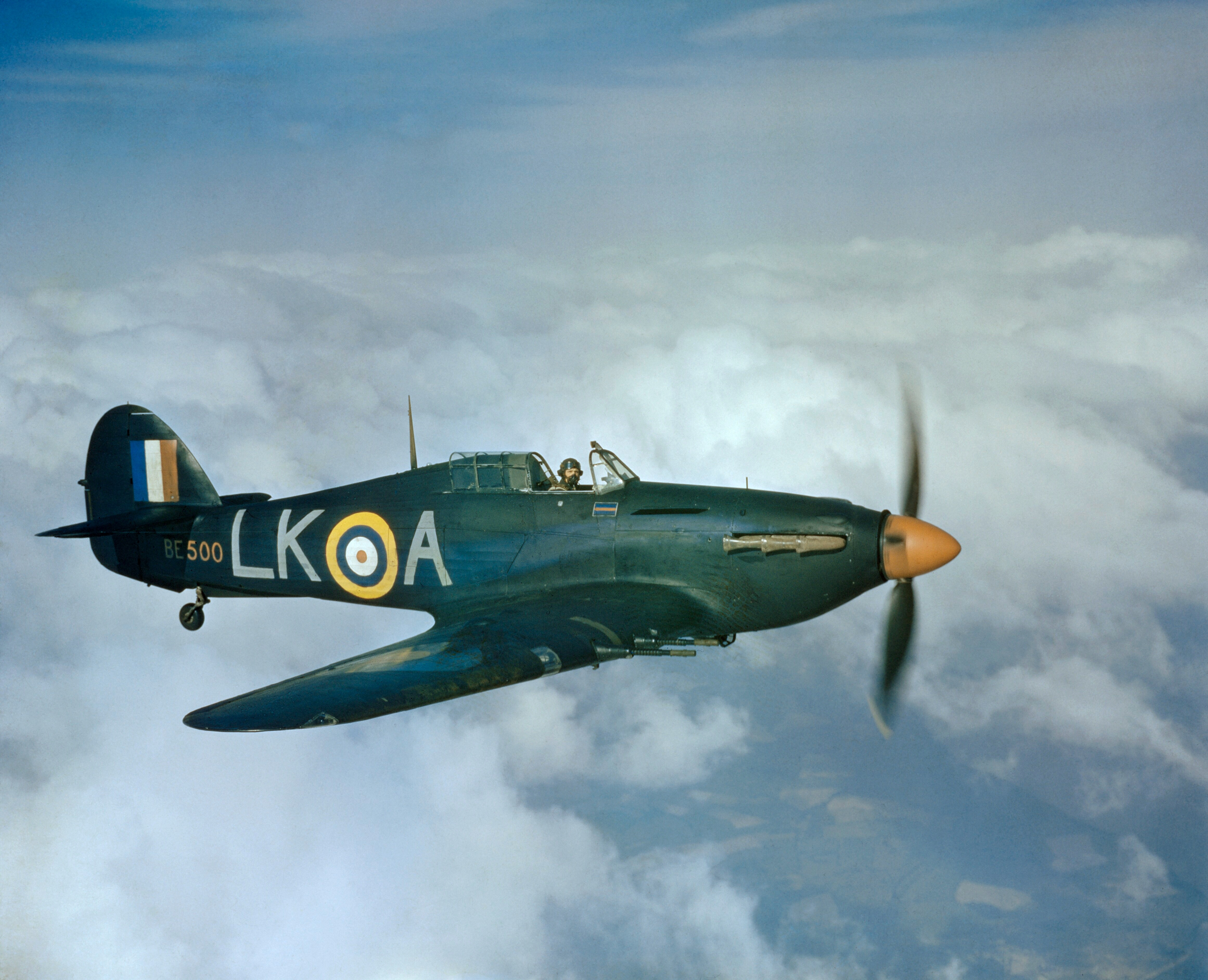
Bild von Smallwood in seinem Jagdflugzeug vom Typ Hawker Hurricane während des Zweiten Weltkrieges

Smallwood trat nach dem Besuch der King Edward VI School in Birmingham am 26. März 1938 als Soldat auf Zeit (Short Service Commission) in die RAF ein und begann am 9. April 1938 seine fliegerische Ausbildung an der Flugausbildungsschule No. 10 Flying Training School RAF. Nach deren Abschluss besuchte er ab dem 23. Oktober 1938 einen Kurs für Fluglehrer an der Central Flying School auf dem Militärflugplatz RAF Upavon und war danach seit dem 23. Dezember 1938 selbst als Flugausbildungsassistent sowie zuletzt als Flugausbilder (Qualified Flying Instructor) bei der zur Royal Auxiliary Air Force gehörenden No. 605 Squadron (County of Warwick) RAF tätig. Dabei lag der Schwerpunkt darin, aus Bomberpiloten Kampfpiloten auszubilden. Zu Beginn seiner dortigen Tätigkeit war die Staffel mit Doppeldecker-Bombern vom Typ Hawker Hind ausgerüstet, ehe sie kurz darauf mit Doppeldecker-Jagdflugzeugen des Typs Gloster Gladiator sowie bald darauf mit Jagdflugzeugen vom Typ Hawker Hurricane ausgestattet wurde.
Während dieser Zeit wurde Smallwood am 17. Januar 1939 zunächst zum Leutnant (Pilot Officer) sowie am 17. Juli 1940 zum Oberleutnant (Flying Officer) befördert und wechselte 1940 als Pilot von Hawker Hurricane-Jagdflugzeugen sowie als Flugkommandeur zur No. 247 Squadron RAF. Am 17. Juli 1941 erfolgte dort seine Beförderung zum Hauptmann (Flight Lieutenant). Im November 1941 wurde als erst 23-Jähriger Kommandeur (Commanding Officer) der ebenfalls mit Hawker Hurricanes ausgestatteten No. 87 Squadron RAF. Für seine dortigen Verdienste wurde er am 11. Juni 1942 im Kriegsbericht erwähnt (Mentioned in dispatches). Am 19. August 1942 nahm er mit seiner Einheit an der Operation Jubilee bei Dieppe teil und wurde hierfür am 22. September 1942 mit dem Distinguished Flying Cross (DFC) ausgezeichnet. Am 29. April 1943 wurde er kommissarisch als Kommandeur einer Gruppe von Supermarine Spitfire-Jagdflugzeugen in Cornwall eingesetzt und verblieb bis kurz vor dem Ende des Zweiten Weltkrieges in dieser Verwendung. Für seine dortigen Verdienste wurde ihm am 1. September 1944 der Distinguished Service Order (DSO) verliehen.

### Stabsoffizier in der Nachkriegszeit
Ab dem 24. März 1945 gehörte Smallwood zu den Teilnehmer des 14. Stabslehrgangs am RAF Staff College (Overseas) in Haifa und blieb nach Beendigung des Kurses am 9. August 1945 als Mitglied des Führungsstabes dieses College dort. Nach seiner Rückkehr nach Großbritannien wurde er im Oktober 1946 Vize-Sekretär des Ausschusses der Stabschefs und in dieser Verwendung am 10. Dezember 1946 zum Major (Squadron Leader) befördert, wobei diese Beförderung rückwirkend auf den 1. September 1945 datiert wurde. Im Juli 1948 wurde er Kommandeur der in Deutschland stationierten und mit Hawker Tempest ausgestatteten No. 33 Squadron RAF, übergab das Kommando aber bereits zwei Monate später im September 1948. Nach einer weiteren Verwendung wurde er 1950 Offizier im Führungsstab des Joint Staff Services College in Latimer und wurde in dieser Zeit am 17. Juni 1951 Mitglied des Order of the British Empire (MBE). Ferner wurde er am 1. Juli 1951 zum Oberstleutnant (Wing Commander) befördert.
Im Februar 1953 wurde Smallwood Commanding Officer des Luftwaffenstützpunktes RAF Biggin Hill und führte anlässlich der Krönungsprozession von Königin Elisabeth II. am 2. Juni 1953 eine größere Flugformation an. Während des Besuchs des Imperial Defence College wurde er im Juli 1956 zunächst Planungsoffizier der Lufteinsatzkräfte während der Vorbereitungen für die Operation Musketeer in der Sueskrise sowie am 19. Dezember 1956 stellvertretender Direktor der Abteilung für Luftverteidigungsoperation im Luftwaffenstab. In dieser Verwendung erfolgte am 1. Juli 1957 seine Beförderung zum Oberst (Group Captain).
Smallwood war zwischen dem 9. Juni 1959 und dem 14. Januar 1964 Aide-de-camp von Königin Elisabeth II. und wurde am 30. November 1959 Kommandeur von RAF North Coates, einem mit ab 1958 entwickelten radargesteuerten Langstrecken-Boden-Luft-Lenkwaffen vom Typ Bristol Bloodhound ausgestatteten Luftwaffenstützpunkt. Nach Beendigung der dortigen Verwendung fungierte zwischen dem 21. Februar 1961 und dem 4. Februar 1963 als Kommandant der Schule für Luftkriegsführung (College of Air Warfare) und wurde dort am 1. Juli 1961 zum Air Commodore befördert. Kurz zuvor wurde er am 10. Juni 1961 auch Commander des Order of the British Empire (CBE).

### Aufstieg zum Air Chief Marshal
Am 4. September 1963 wurde Smallwood Assistierender Chef des Luftwaffenstabes für Operationen (Assistant Chief of the Air Staff (Operations)) und erhielt in dieser Verwendung am 1. Januar 1964 auch seine Beförderung zum Generalmajor (Air Vice Marshal). Im Anschluss übernahm er am 26. November 1965 von Air Vice Marshal Denis Spotswood die Funktion als Kommandeur (Air Officer Commanding) der No. 3 Group RAF auf dem Luftwaffenstützpunkt RAF Mildenhall. Auf diesem Posten blieb er bis zur Auflösung dieses Verbandes am 3. November 1967 und wechselte anschließend als Stabsabteilungsleiter SASO (Senior Air Staff Officer) in das Hauptquartier des Bomberkommandos (RAF Bomber Command). Zwischenzeitlich wurde er am 1. Januar 1966 Companion des Order of the Bath (CB).
Smallwood, der am 1. Januar 1969 zum Generalleutnant (Air Marshal) befördert wurde, wurde am 6. Mai 1969 als Nachfolger von Air Marshal Edward Gordon Jones neuer Befehlshaber der britischen Streitkräfte im Nahen Osten (Commander-in-Chief Near East Air Force) sowie Kommandierender General (Air Officer Commanding-in-Chief) der Luftstreitkräfte im Nahen Osten (RAF Near East Air Force). Am 14. Juni 1969 wurde er zum Knight Commander des Order of the Bath (KCB) geschlagen, so dass er fortan den Namenszusatz „Sir“ führte. Gleichzeitig war er auch Administrator der Königlichen Luftbasen Akrotiri und Dekelia auf Zypern sowie Oberbefehlshaber der britischen Streitkräfte auf Zypern (British Forces Cyprus). Auf diesen Posten wurde er am 2. Juli 1970 durch Air Marshal Derek Hodgkinson abgelöst.
Smallwood selbst übernahm daraufhin am 1. August 1970 von Air Marshal Peter Fletcher den Posten als stellvertretender Chef des Luftwaffenstabes (Vice Chief of the Air Staff). Er war damit bis zum 1. Februar 1974 Stellvertreter der damaligen Chiefs of the Air Staff, Air Chief Marshal John Grandy beziehungsweise ab dem 1. April 1971 Air Chief Marshal Denis Spotswood.
In dieser Verwendung wurde Smallwood am 30. Juli 1973 schließlich zum General (Air Chief Marshal) befördert und wurde am 1. Februar 1974 als Vice Chief of the Air Staff durch Air Marshal Ruthven Wade abgelöst. Im Anschluss wurde er am 1. Februar 1974 Nachfolger von Air Chief Marshal Andrew Humphrey Kommandierender General (Air Officer Commanding-in-Chief) des Luftwaffenangriffskommandos (RAF Strike Command). Am 10. Juni 1975 wurde er zum Knight Grand Cross des Order of the British Empire (GBE) erhoben. Zugleich übernahm er 1975 die Funktion als Oberkommandierender der Luftstreitkräfte (Commander in Chief of the UK Air Forces). In diesen Funktionen verblieb er bis zu seiner Ablösung durch Air Chief Marshal Nigel Maynard am 21. Mai 1976 und trat im Anschluss am 30. Juni 1976 offiziell in den Ruhestand.
Im Anschluss war Smallwood, der Fellow der Royal Society of Arts (FRSA) sowie der Royal Aeronautical Society (FRAeS) war, zwischen 1976 und 1983 als militärischer Berater des Luftfahrt- und Rüstungskonzerns British Aerospace tätig. Daneben engagierte er sich in der Luftfahrtgesellschaft Air League, deren Vorsitzender er von 1978 bis 1981 sowie Präsident zwischen 1981 und 1984 war, ehe er 1984 Vizepräsident der Air League auf Lebenszeit wurde.
Aus seiner 1940 geschlossenen Ehe mit Frances Jeanne Needham gingen ein Sohn und eine Tochter hervor.